# Берк (округ, Северная Дакота)
Округ Берк (англ. Burke County) располагается в штате Северная Дакота, США. Официально образован в 1910 году. По состоянию на 2013 год, численность населения составляла 2 306 человека.

## История
Округ Берк был образован в 1910 году в результате разделения так называемого Императорского округа Уорд, из которого были образованы 4 округа Берк, Маунтрейл, Ренвилл, Уорд.

## География
По данным Бюро переписи США, общая площадь округа равняется 2 924,113 км2, из которых 2 859,363 км2 — суша, и 26,000 км2, или 2,280 % — это водоемы.

## Население
По данным переписи населения 2000 года в округе проживает 2242 жителя в составе 1013 домашних хозяйств и 680 семей. Плотность населения составляет 0,80 человек на км2. На территории округа насчитывается 412 жилых строений, при плотности застройки около 0,50-ти строений на км2. Расовый состав населения: белые — 99,24 %, афроамериканцы — 0,13 %, коренные американцы (индейцы) — 0,22 %, азиаты — 0,13 %, гавайцы — 0,00 %, представители других рас — 0,04 %, представители двух или более рас — 0,22 %. Испаноязычные составляли 0,36 % населения независимо от расы.
В составе 23,00 % из общего числа домашних хозяйств проживают дети в возрасте до 18 лет, 58,20 % домашних хозяйств представляют собой супружеские пары, проживающие вместе, 5,30 % домашних хозяйств представляют собой одиноких женщин без супруга, 32,80 % домашних хозяйств не имеют отношения к семьям, 31,60 % домашних хозяйств состоят из одного человека, 17,60 % домашних хозяйств состоят из престарелых (65 лет и старше), проживающих в одиночестве. Средний размер домашнего хозяйства составляет 2,21 человека, и средний размер семьи 2,77 человека.
Возрастной состав округа: 0,00 % — моложе 18 лет, 0,00 % — от 18 до 24, 0,00 % — от 25 до 44, 0,00 % — от 45 до 64, и 0,00 % — от 65 и старше. Средний возраст жителя округа — 48 лет. На каждые 100 женщин приходится 101,60 мужчин. На каждые 100 женщин старше 18 лет приходится 103,80 мужчин.
Средний доход на домохозяйство в округе составлял 25 330 USD, на семью — 31 384 USD. Среднестатистический заработок мужчины был 28 164 USD против 16 382 USD для женщины. Доход на душу населения составлял 14 026 USD. Около 11,70 % семей и 15,40 % общего населения находились ниже черты бедности, в том числе — 17,20 % молодежи (тех, кому ещё не исполнилось 18 лет) и 16,50 % тех, кому было уже больше 65 лет.

## Населённые пункты

### Города
- Боубелс
- Пауэрс-Лейк
- Лайнит
- Портал
- Колумбус
- Флакстон

### Тауншипы
| - Батлвью - Боубеллс - Ванвилл - Вейл - Гарнесс - Гармония - Даймонд - Дейл - Картер - Кандийохи | - Келлер - Клейтон - Клеари - Колвилл - Лейквью - Леаф-Маунтин - Люси - Миннесота - Норт-Стар - Портал | - Ричленд - Розеленд - Соо - Торсон - Уорд - Фортуна - Футхилс - Фэй - Шорт-Крик |

### Невключённые населённые пункты
- Ларсон
- Норгейт

## Политика
в 1912 большинство на президентских выборов получил социалист Джон Дебс, в 1936 на выборах 30% получила крайне правая партия Союза.